# Zwin (bras de mer)

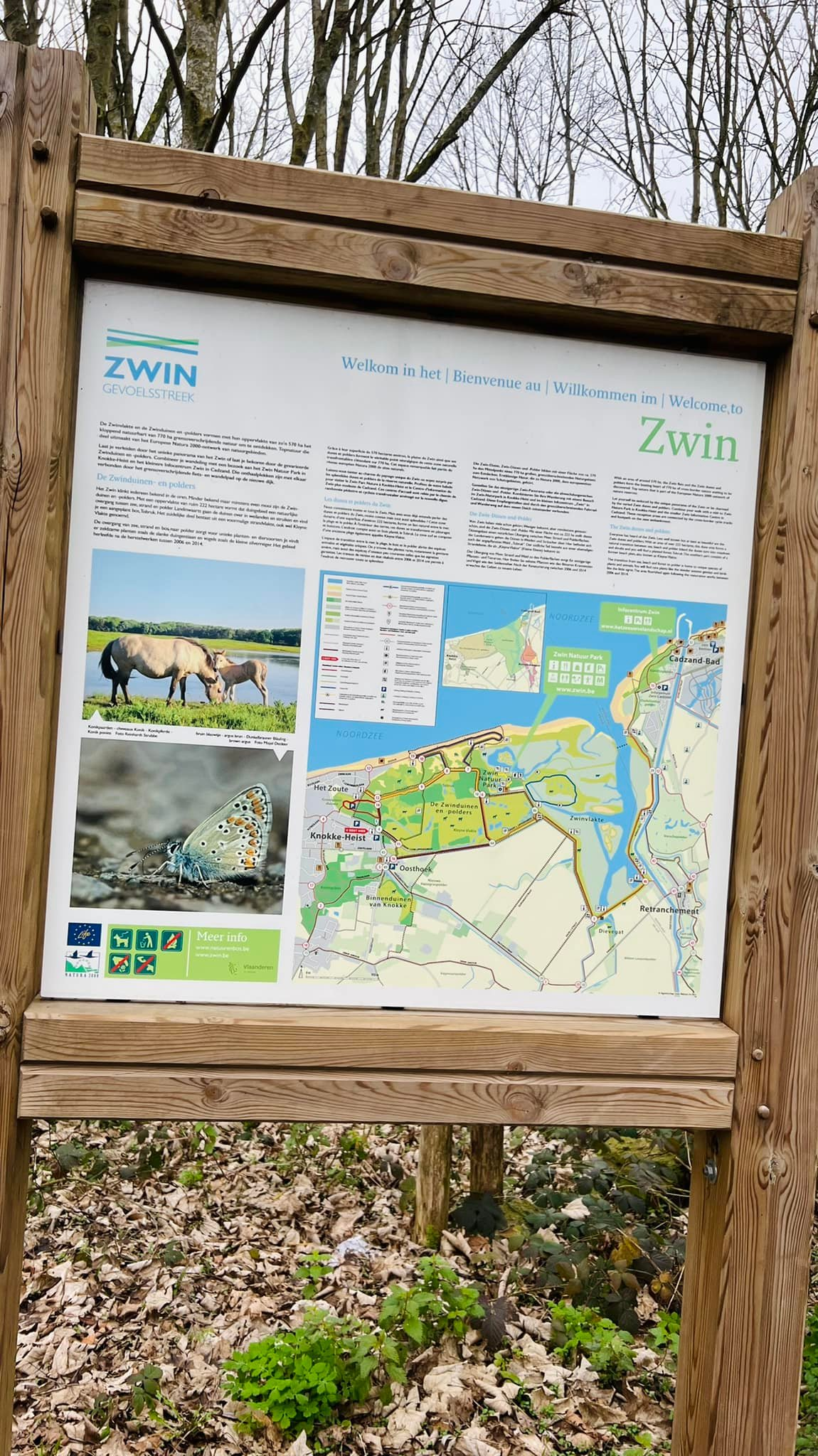
Carte moderne de la réserve naturelle belge du Zwin.

Pour les articles homonymes, voir Zwin.
Le Zwin est un ancien bras de la mer du Nord en Belgique et aux Pays-Bas, aujourd'hui ensablé, qui séparait le territoire littoral du continent. La côte actuelle est le rivage ouest de l'île qui s'était créée.

## Étymologie
Le mot Zwin vient d'un mot germanique désignant une lagune parallèle au rivage marin, comme ces mares retrouvées sur l'estran à marée basse, ou par extension un chenal, une crique d'origine naturelle au-delà des digues, entre celles-ci et la mer.

## Histoire et géographie
L'histoire de la région est riche en évènements : les 29 et 30 septembre de l’an 1014, d’effroyables nuages terrorisèrent les villageois de tout le littoral flamand. Le 1er octobre, un orage épouvantable éclata, disloquant les masures. La mer, devenue furie, envahit les terres. Les populations ne pouvant fuir rapidement, des milliers d’êtres périrent dans la tourmente. À la limite du golfe du Zwin et de la mer, le bourg de Knoc (« pointe » en celte) s’effondra dans les flots rugissants.
Le Zwin est créé lors du raz-de-marée de 1134. Malgré la désolation, il avait un avantage qui était de permettre à la ville de Bruges d'avoir un accès direct à la mer. L'estuaire mesurait alors plus de 6 km de large. Les tours de Westkapelle et de Knokke servaient de phare aux marins lors du transit vers Bruges. Les communes de l'Écluse, Damme et Sint Anna ter Muiden étaient également situées sur le Zwin et disposaient de ports.
Au Moyen Âge, les navires se laissaient porter par la marée haute jusqu’à Bruges, un des plus grands ports d’Europe à cette époque. Le bras de mer a été suffisamment large pour être le théâtre d’une terrible bataille navale, la Bataille de L'Écluse, elle eut lieu à la Saint-Jean de 1340, entre la flotte d’Édouard III d'Angleterre et celle au service de Philippe VI de Valois, composée de flamands, normands et picards. La bataille fut dantesque, 200 navires et leurs précieuses cargaisons finirent dans les profondeurs des eaux, à l’entrée du Zwin.
À partir du XVe siècle, la section entre Bruges et l'Écluse s'est ensablée; un chenal a alors été aménagé, mais il n'était pas suffisant pour soutenir l'intense commerce de Bruges. De plus, malgré les efforts de la ville marchande pour l'entretenir et l'approfondir, il s'envasa et s'ensabla sans répit, la navigation maritime se limitait alors à un accès à la commune de l'Écluse ne permettant plus d'atteindre Bruges, ce qui provoqua son déclin. Finalement à la fin du XVIIIe siècle et au XIXe siècle, ce qui restait du bras de mer fut polderisé.

## Aires protégées
Dans la partie de l'estuaire appartenant à la Belgique, un parc naturel a été créé.
Les Pays-Bas ont également créé une réserve naturelle dans la région adjacente.